# Wyeomyia downsi
Wyeomyia downsi är en tvåvingeart som beskrevs av Lane 1945. Wyeomyia downsi ingår i släktet Wyeomyia och familjen stickmyggor. Inga underarter finns listade i Catalogue of Life.